# Lijst van Wariospellen

Logo van Wario

Hieronder de complete lijst van Wariospellen.

## Series

### Wario Land
- Wario Land: Super Mario Land 3 (Game Boy)
- Virtual Boy Wario Land (Virtual Boy)
- Wario Land II (Game Boy Color)
- Wario Land 3 (Game Boy Color)
- Wario Land 4 (Game Boy Advance)
- Wario Land: The Shake Dimension (Wii)

### WarioWare
- WarioWare, Inc.: Minigame Mania (Game Boy Advance)
- WarioWare, Inc.: Mega Party Game$! (Nintendo GameCube)
- WarioWare: Twisted! (Game Boy Advance)
- WarioWare: Touched! (Nintendo DS)
- WarioWare: Smooth Moves (Wii)
- WarioWare: Snapped! (DSiWare)
- WarioWare: Do It Yourself (Nintendo DS)
- WarioWare: Do It Yourself - Showcase (WiiWare)
- WarioWare Gold (Nintendo 3DS)
- WarioWare: Get it together (Nintendo Switch)

### Andere Wariospellen
- Wario World (Nintendo GameCube)
- Wario: Master of Disguise (Nintendo DS)
- Game & Wario (Wii U)

## Speelbaar personage

### Mario Kart
- Mario Kart 64 (Nintendo 64, Virtual Console)
- Mario Kart: Super Circuit (Game Boy Advance)
- Mario Kart: Double Dash!! (Nintendo GameCube)
- Mario Kart Arcade GP (Arcade)
- Mario Kart DS (Nintendo DS)
- Mario Kart Arcade GP 2 (Arcade)
- Mario Kart Wii (Wii)
- Mario Kart 7 (Nintendo 3DS)
- Mario Kart 8 (Nintendo Wii U)
- Mario Kart 8 Deluxe (Nintendo Switch )
- Mario Kart Tour (IOS)

### Mario Golf
- Mario Golf (Nintendo 64)
- Mario Golf (Game Boy Color)
- Mario Golf: Toadstool Tour (Nintendo GameCube)
- Mario Golf: Advance Tour (Game Boy Advance)
- Mario Golf: World Tour (Nintendo 3DS)
- Mario Golf: Super Rush (Switch)

### Mario Tennis
- Mario Tennis (Nintendo 64)
- Mario Power Tennis (Nintendo GameCube en Nintendo Wii)
- Mario Tennis Open (Nintendo 3DS)
- Mario Tennis Ultra Smash (Nintendo Wii U)

### Mario Party
- Mario Party (Nintendo 64)
- Mario Party 2 (Nintendo 64)
- Mario Party 3 (Nintendo 64)
- Mario Party 4 (Nintendo GameCube)
- Mario Party-e (e-Reader)
- Mario Party 5 (Nintendo GameCube)
- Mario Party 6 (Nintendo GameCube)
- Korokoro Party (Arcade)
- Mario Party 7 (Nintendo GameCube)
- Mario Party 8 (Wii)
- Mario Party 9 (Wii)
- Mario Party DS (Nintendo DS)
- Mario Party Island Tour (Nintendo 3DS)
- Mario Party 10 (Nintendo Wii U)
- Mario Party Star Rush (Nintendo 3DS)
- Mario Party: The Top 100 (Nintendo 3DS)

### Andere spellen
- Dr. Mario 64 (Nintendo 64)
- Densetsu no Stafy 3 (Game Boy Advance)
- Super Mario 64 DS (Nintendo DS)
- Mario Superstar Baseball (Nintendo GameCube)
- Super Mario Strikers (Nintendo GameCube)
- Mario Slam Basketball (Nintendo DS)
- Mario Strikers Charged Football (Wii)
- Super Smash Bros. Brawl (Wii)
- Mario Super Sluggers (Wii)
- Super Smash Bros for Nintendo 3DS and Wii U (Wii U and Nintendo 3DS)

## Wario als antagonist
- Super Mario Land 2: 6 Golden Coins (Game Boy)
- Mario & Wario (SNES)
- Wario's Woods (NES, SNES, Virtual Console)
- Wario Blast: Featuring Bomberman! (Game Boy)
- Dancing Stage: Mario Mix (Nintendo GameCube)

## Wario in een glimprol
- Pilotwings 64 (Nintendo 64)
  - Als men in The Little States Stage op Mt. Rushmore Mario's gezicht beschiet zal deze veranderen in dat van Wario.

- Game & Watch Gallery 2 (Game Boy Color)
  - In de moderne versie van Helmet wordt Wario speelbaar als Mario drie keer mist.

- Super Smash Bros. Melee (Nintendo GameCube)
  - In het spel is het mogelijk Mario in Wario's outfit te kleden.
  - In het spel is het mogelijk een trofee van Wario te winnen.

- Game & Watch Gallery Advance (Game Boy Advance)
  - Wario zal Mr. Game & Watch verscheidene keren vervangen in de moderne spellen.

- Paper Mario: The Thousand-Year Door (Nintendo GameCube)
  - Het W-Emblem zal Mario's outfit veranderen in die van Wario, indien deze gedragen wordt.